# Lentille de Nimrud
Sans doute le plus ancien « instrument » optique jamais découvert, la lentille de Nimrud, ou lentille de Layard, fait partie des objets ramenés des fouilles opérées à Kalkhu près de Nimrud, par Austen Henry Layard en 1845. Elle pourrait être une lentille optique, mais son usage n'est pas certain.

## Découverte
Austen Layard mène de 1845 à 1851 des recherches archéologiques à Kalkhu une ancienne capitale de l'Empire néo-assyrien. C'est dans l'une des chambres du palais nord-ouest, une chambre jusque-là inexplorée, qu'il découvre alors de nombreux artéfacts de verre et de bronze, des vases, des armes, notamment. Une petite bouteille de verre, trouvée dans une des chambres, est gravée au nom du roi Sargon[Lequel ?], ce qui permet de dater approximativement la plupart des trouvailles de cette chambre au  VIIIe siècle av. J.-C. Deux bols de verre transparent y sont trouvés aux côtés d'un disque de quartz, que Layard identifie immédiatement comme étant une lentille. La lentille était ensevelie sous un tas d'émaux bleus d'un objet décoratif disparu à l'époque des fouilles[pas clair].

## La lentille
La lentille, un disque de cristal de roche est confiée au retour de Layard en Angleterre à David Brewster qui l'examine et estime qu'elle était destinée à concentrer les rayons du soleil ou à servir de loupe,.
Plano-convexe, elle possède une focale d'environ 110 mm mais son polissage est très irrégulier[réf. non conforme].

## Ancienneté et usage
Son ancienneté — elle aurait été réalisée entre le Ier millénaire av. J.-C. et le VIIe siècle av. J.-C.[réf. non conforme] — est remarquable : si l'on sait[Comment ?] que des lentilles de quartz ont été utilisées à Babylone, dans l'ancienne Égypte ou en Grèce antique, peu nous sont parvenues et pas aussi anciennes. Plusieurs objets ayant une forme ressemblante à une lentille optique ont été retrouvés jusqu'à 2500 ans av. J.-C. servant prosaïquement à faire les yeux des statues égyptiennes[réf. non conforme]. Les Grecs avaient plutôt tendance à remplir des sphères de verre avec de l'eau, plutôt que fabriquer de vraies lentilles en verre et l'art de polir le verre pour en faire des lentilles d'une forme voulue n'apparaît qu'au Moyen Âge. On sait[Comment ?] qu'une lentille pour aider à voir correctement aurait pu être faite au Ier siècle pour Néron selon Pline l'Ancien[réf. non conforme]. La lentille de Nimrud apparaît ainsi comme la première lentille à destination optique qui ait été réalisée[réf. non conforme].
D'après un professeur à l'université de Rome, Giovanni Pettinato, cette lentille aurait pu servir dans un télescope réfractif, ce qui selon lui expliquerait les vastes connaissances astronomiques des assyriens. Cette théorie est contestée par une grande partie de la communauté scientifique.
Une utilisation de la lentille comme loupe rudimentaire semble plus probable.